# Mrs. Robinson
〈Mrs. Robinson〉은 그들의 네 번째 스튜디오 음반인 《Bookends》(1968년)의 미국의 포크 듀오 사이먼 & 가펑클의 곡이다. 듀오와 로이 할리가 프로듀싱한 이 곡은 1967년 영화 《졸업》에 수록된 것으로 유명하다. 이 곡은 폴 사이먼이 작곡했는데, 그는 니컬스가 이 영화를 위해 의도한 다른 두 곡을 거절한 후 아트 가펑클과 함께 마이크 니컬스 감독에게 던졌다. 이 곡은 야구 스타 조 디마지오를 지칭하는 유명한 곡이다.
〈Mrs. Robinson〉은 빌보드 핫 100에서 1위를 차지하면서 이 듀오의 두 번째 차트 1위를 차지했고, 영국, 아일랜드, 스페인의 10위 안에 들었다. 1969년 그래미 올해의 음반상을 수상한 최초의 록 곡이 되었다. 이 곡은 프랭크 시나트라, 레몬헤즈, 본 조비를 포함한 많은 아티스트들이 커버해 왔다. 2004년에는 미국 영화계의 톱 곡들을 대상으로 한 AFI가 발표한 최고의 영화음악 조사에서 6위를 차지했다.

## 인증
| 국가                                                            | 인증 | 판매량/출하량 |
| --------------------------------------------------------------- | ---- | ------------- |
| 이탈리아 (FIMI)                                                 | 골드 | 25,000        |
| 영국 (BPI)                                                      | 골드 | 400,000       |
| 미국 (RIAA)                                                     | 골드 | 1,000,000^    |
| ^출하량을 기반으로 한 인증 · 판매량+스트리밍을 기반으로 한 인증 |      |               |